# Samantha Harvey
Samantha Harvey   (Kent, 1975) és una novel·lista anglesa. Va guanyar el premi Booker de 2024 per la seva novel·la Orbital, que es basava en convencions de diversos gèneres i camps, com ara la ficció literària, la ciència-ficció i la filosofia.

## Primers anys i educació
Harvey va passar la primera dècada de la seva vida a Ditton (Kent), prop de Maidstone, fins al divorci dels seus pares. Després d'això, la seva mare es va traslladar a Irlanda, i Harvey va passar els seus anys d'adolescència entre York, Sheffield i el Japó. Harvey va estudiar filosofia a la Universitat de York i la Universitat de Sheffield. El 2005 va aprovar el curs de màster d'escriptura creativa de la Universitat de Bath Spa, i també va completar un doctorat en escriptura creativa.

## Carrera

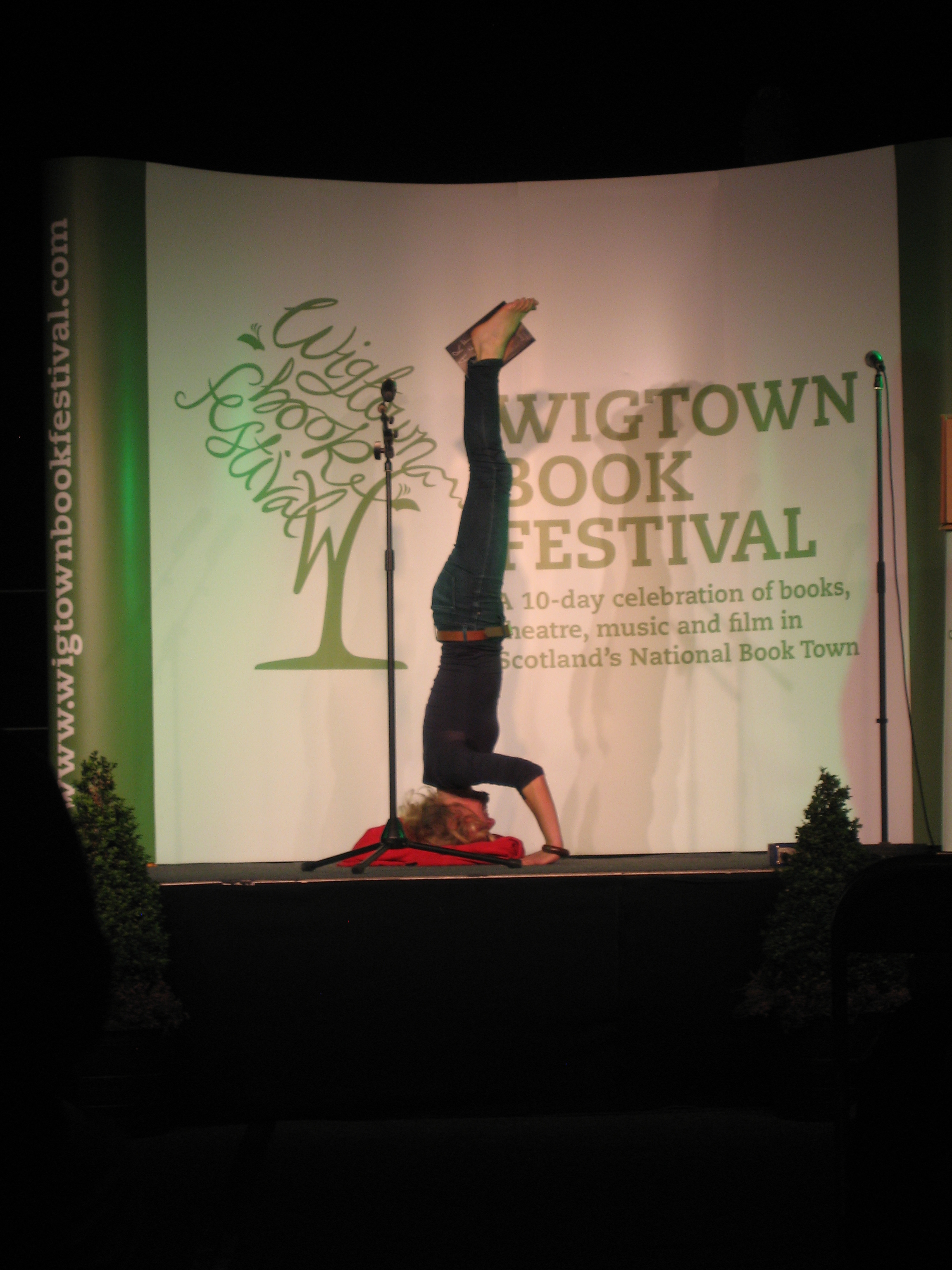
Harvey en una actuació del Festival del Llibre de Wigtown de 2014

La seva primera novel·la, The Wilderness (2009), la va escriure des del punt de vista d'un home que desenvolupa la malaltia d'Alzheimer, i descriu a través d'una prosa cada cop més fracturada l'efecte desentranyable de la malaltia. La seva segona novel·la, All Is Song (2012), tracta sobre el deure moral i filial, i sobre l'elecció entre qüestionar i conformar-se.
La seva tercera novel·la, Dear Thief, és una llarga carta d'una dona a la seva amiga absent, que detalla les conseqüències emocionals d'un triangle amorós. Es diu que la novel·la està basada en la cançó de Leonard Cohen "Famous Blue Raincoat". L'editorial Jonathan Cape va publicar Dear Thief el 2014. La quarta novel·la de Harvey, The Western Wind, sobre un sacerdot de Somerset del segle xv, es va publicar el març de 2018.
The Shapeless Unease, la seva única obra de no-ficció, és un relat de la seva experiència d'insomni greu. La seva novel·la de 2023, Orbital, va guanyar el premi Booker de 2024. Té lloc en una estació espacial durant un dia d'òrbites terrestres baixes.
Els seus contes han aparegut a Granta i a BBC Radio 4. Ha escrit ressenyes per The Guardian i The New York Times, i ha contribuït amb assaigs i articles a The New Yorker, The Telegraph, Time i també a The Guardian.

## Obres

### Novel·les
- 2009: The Wilderness
- 2012: All Is Song
- 2014: Dear Thief
- 2018: The Western Wind
- 2023: Orbital (edició en català: Orbital. Traducció d'Ernest Riera i Arbussà. Barcelona: Edicions 62, 2025. ISBN    8429782478). Premi Booker de 2024.[2]

### No-ficció
- 2020: The Shapeless Unease: A Year of Not Sleeping

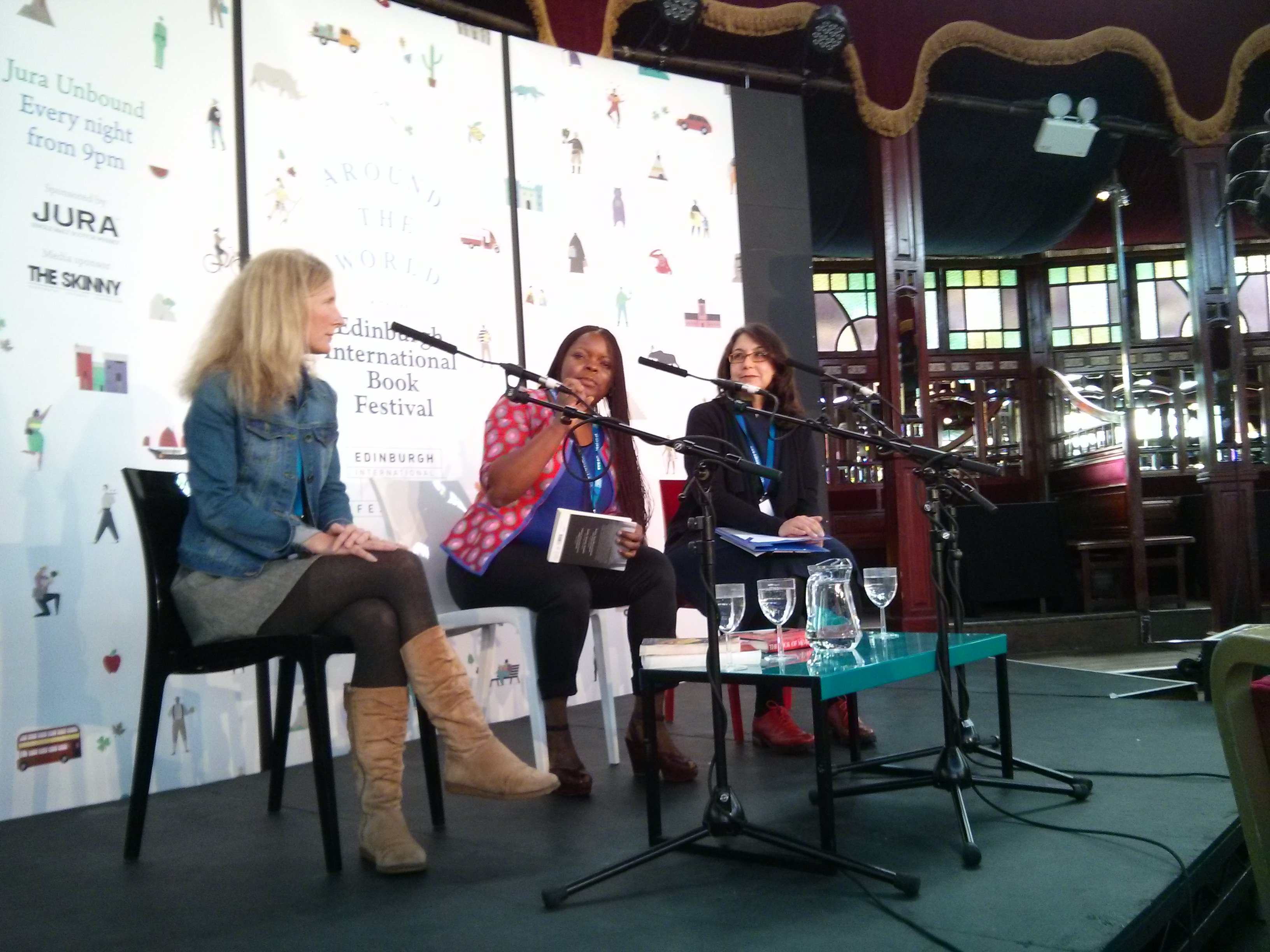
A l'escenari amb Petina Gappah i Lee Randall al Festival Internacional del Llibre d'Edimburg de 2015.